# Macchi M.24
Il Macchi M.24 era un idrobombardiere biplano a scafo centrale prodotto dall'azienda italiana Aeronautica Macchi negli anni venti.
Realizzato inizialmente per il mercato militare, fu prodotto in seguito anche per il mercato civile ed utilizzato come aereo da trasporto passeggeri in voli di linea.

## Storia

### Impiego operativo
Al 1º luglio 1926 erano in dotazione al LXXXVI Gruppo da Bombardamento Marittimo, con la 190ª e 191ª Squadriglia con base sull'Idroscalo di Brindisi nell'8º Stormo. Nel 1928 l'86º Gruppo esegue varie prove di lancio di siluri con esito positivo.

## Versioni
M.24
versione militare, la prima avviata alla produzione in serie, caratterizzata da configurazione alare sesquiplana ed equipaggiata con una coppia di motori Fiat A.12.
M.24bis
versione caratterizzata da configurazione alare biplana con ali di ugual misura, equipaggiata con una coppia di motori Lorraine-Dietrich 12 D o Isotta Fraschini Asso 500.
M.24ter

## Utilizzatori

### Militari
Italia
- Regia Aeronautica
  - 8º Stormo

 Spagna
- Fuerzas Aéreas de la República Española

 Spagna
- Aviación Nacional

### Civili
(parziale)
 Italia
- Società Incremento Turistico Aereo Roma (SITAR)